# Fanny Edelman
Fanny Edelman (née Fanny Jacovkis le 27 février 1911 à San Francisco, province de Córdoba en Argentine, et morte le 1er novembre 2011 à Buenos Aires) est une femme politique argentine.
Elle fut l'une des  volontaires des Brigades internationales venus défendre la Seconde République espagnole, et adhéra au Secours rouge international. Elle fut présidente du Parti communiste d'Argentine.